# Guerra alla droga

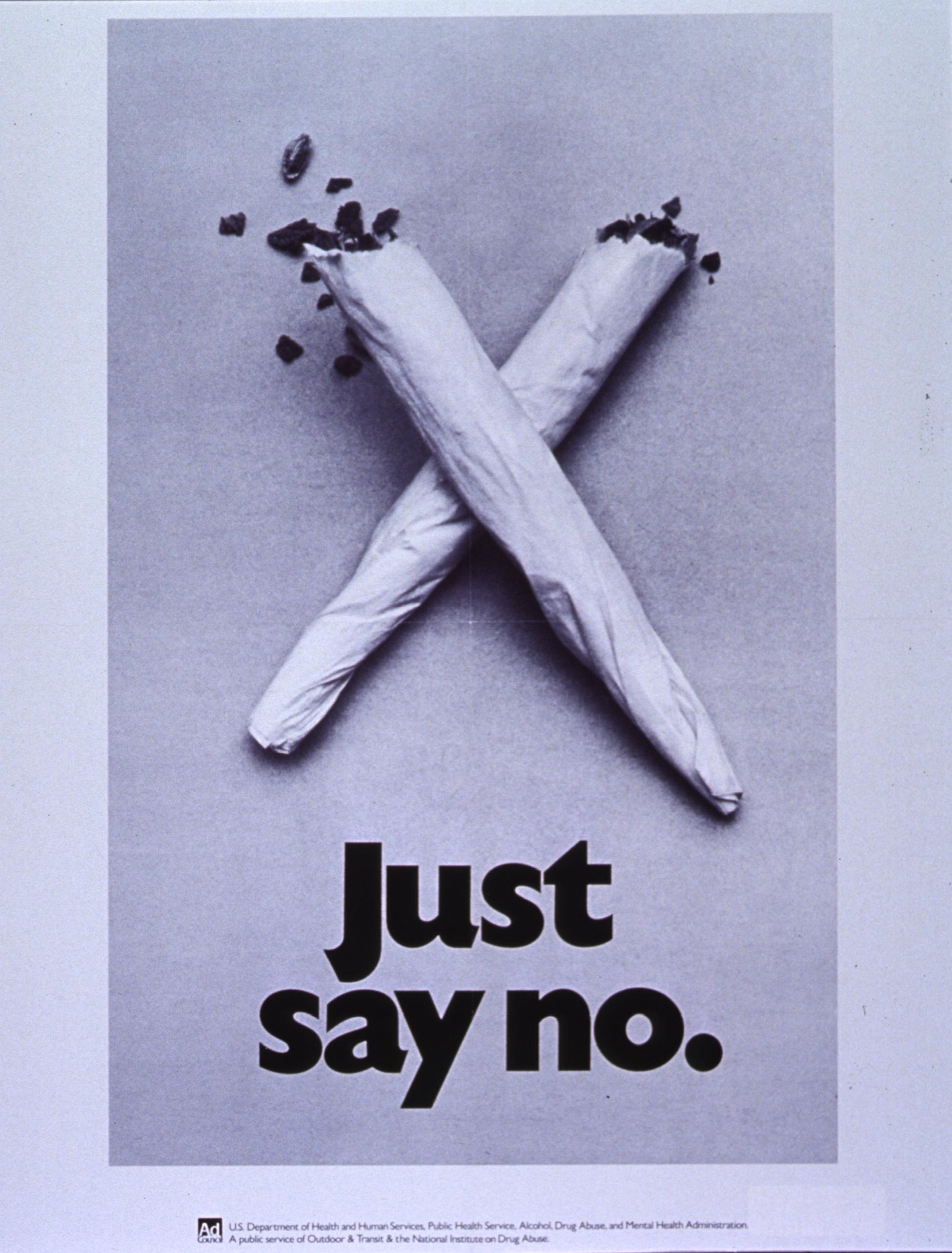
Un annuncio di pubblica utilità del governo statunitense della Alcohol, Drug Abuse and Mental Health Administration con un'immagine fotografica di due sigarette di marijuana e lo slogan "Just Say No"

Guerra alla droga o war on drugs è un termine statunitense utilizzato dalla campagna del governo federale statunitense per la proibizione delle droghe, per gli aiuti militari e per l'intervento militare, con l'obiettivo dichiarato di ridurre il commercio illegale di droga.
L'iniziativa include una serie di politiche sulle droghe volte a scoraggiare la produzione, la distribuzione e il consumo di droghe psicoattive che i governi partecipanti e le Nazioni Unite hanno dichiarato illegali.

## Sfondo
Il termine è stato reso popolare dai media poco dopo la conferenza stampa tenuta il 18 giugno 1971 dall'allora presidente degli Stati Uniti Richard Nixon - il giorno dopo la pubblicazione di un messaggio speciale del medesimo al Congresso sulla prevenzione e il controllo dell'uso di droga - durante il quale egli ha dichiarato l'uso di droga "nemico pubblico numero uno". Quel messaggio al Congresso includeva il testo su come destinare più risorse federali alla "prevenzione per evitare nuovi tossicodipendenti e alla riabilitazione di coloro che sono dipendenti".
Tuttavia, due anni prima della dichiarazione, Nixon aveva formalmente dichiarato una "guerra alla droga" che sarebbe stata indirizzata verso l'estirpazione, l'interdizione e l'incarcerazione, oltre che su una politica di pressione internazionale per imporre legislature simili anche a paesi non proibizionisti. Oggi, la Drug Policy Alliance, che sostiene la fine della guerra alla droga, stima che gli Stati Uniti spendono $ 51 miliardi all'anno a causa del proibizionismo, senza che questo abbia portato a una riduzione di uso e abuso.
Il 13 maggio 2009, Gil Kerlikowske, direttore dell'Office of National Drug Control Policy (ONDCP), ha evidenziato che l'amministrazione Obama non ha intenzione di modificare in modo significativo la politica sull'utilizzo delle droghe, ma anche che l'amministrazione non userebbe il termine "Guerra alla droga ", perché Kerlikowske considera il termine" controproducente".
Nel giugno 2011, la Global Commission on Drug Policy ha pubblicato un rapporto critico sulla guerra alla droga, dichiarando: "La guerra globale alle droghe è fallita, con conseguenze devastanti per gli individui e le società in tutto il mondo." Cinquant'anni dopo l'avvio dell'ONU con una Convenzione unica sugli stupefacenti e anni dopo che il presidente Nixon ha lanciato la guerra contro la droga, sono urgentemente necessarie riforme fondamentali nelle politiche nazionali e globali di controllo delle droghe ". Il rapporto è stato criticato da organizzazioni legate alle lobby dell'alcol e dei farmaci che si oppongono alla legalizzazione delle droghe leggere.

## Dati statistici
Come parte della guerra alla droga, gli Stati Uniti spendono circa $ 500 milioni all'anno in aiuti alla Colombia, largamente usati per combattere i gruppi di guerriglieri come le FARC, che la propaganda statunitense indica come coinvolti nel commercio illegale di droga.

## Storia

### 19º secolo
La morfina fu isolata per la prima volta dall'oppio tra il 1803 e il 1805, e le siringhe ipodermiche furono costruite per la prima volta nel 1851. Ciò fu significativo durante la guerra civile americana per il trattamento dei soldati feriti, ma portò a una diffusa dipendenza da morfina tra i veterani.
Fino al 1912, prodotti come l'eroina venivano venduti come farmaci da banco sotto forma di sciroppo per la tosse. I medici prescrivevano l'eroina anche per bambini irritabili, bronchite, insonnia, "condizioni nervose", isteria, crampi mestruali e "vapori", portando alla dipendenza di massa. Inoltre, il laudano, un oppioide, era una parte comune dell'armadietto dei medicinali di casa.
Lo scrittore Arthur Conan Doyle ha descritto il suo personaggio più famoso, Sherlock Holmes, come un tossicodipendente da cocaina.

### 20º secolo
La prima legge statunitense che limitava la distribuzione e l'uso di determinati farmaci fu l'Harrison Narcotics Tax Act del 1914. Le prime leggi locali arrivarono già nel 1860. Nel 1919, gli Stati Uniti approvarono il 18° emendamento, vietando la vendita, produzione e trasporto di alcolici, con eccezioni per uso religioso e medico. Nel 1920, gli Stati Uniti approvarono il National Prohibition Act, emanato per attuare le disposizioni del 18° emendamento.
Durante la prima guerra mondiale molti soldati furono curati con la morfina e ne divennero dipendenti.
Il Federal Bureau of Narcotics è stato istituito presso il Dipartimento del Tesoro degli Stati Uniti con un atto del 14 giugno 1930 (46 Stat. 585). Nel 1933, il divieto federale sull'alcol fu abrogato con l'approvazione del 21° emendamento. Nel 1935, il presidente Franklin D. Roosevelt sostenne pubblicamente l'adozione dell'Uniform State Narcotic Drug Act. The New York Times ha utilizzato il titolo "Roosevelt chiede aiuto per la guerra dei narcotici".
Nel 1937 fu approvato il Marihuana Tax Act. Diversi studiosi hanno affermato che l'obiettivo era quello di distruggere l'industria della canapa, in gran parte come sforzo degli uomini d'affari Andrew Mellon, William Randolph Hearst e della famiglia Du Pont. Questi studiosi sostengono che con l'invenzione del decorticatore, la canapa divenne un sostituto molto economico della pasta di carta utilizzata nell'industria dei giornali. Tuttavia, c'erano circostanze che contraddicevano queste affermazioni. Uno dei motivi per dubitare di tali affermazioni è che i nuovi decorticatori non hanno funzionato in modo pienamente soddisfacente nella produzione commerciale. La produzione di fibra di canapa, che richiedeva raccolta, trasporto e lavorazione, era un processo ad alta intensità di manodopera. Gli sviluppi tecnologici hanno ridotto la manodopera richiesta ma non abbastanza da eliminare questo svantaggio.
Nel 1970, il Congresso approvò il Comprehensive Drug Abuse Prevention and Control Act, che, tra le altre cose, classificava le sostanze controllate in base al loro uso medicinale e al potenziale di dipendenza. Nel 1971, due membri del Congresso pubblicarono un rapporto sulla crescente epidemia di eroina tra i militari statunitensi in Vietnam; dal dieci al quindici per cento dei militari erano dipendenti dall'eroina e il presidente Nixon dichiarò l'abuso di droga il "nemico pubblico numero uno".

I motivi dietro la campagna di Nixon contro la droga sono controversi. John Ehrlichman, che era assistente del presidente per gli affari interni sotto Nixon, fu citato da Dan Baum mentre diceva nel 1994:
La campagna di Nixon nel 1968, e la Casa Bianca di Nixon in seguito, avevano due nemici: la sinistra pacifista e i neri. Capisci cosa sto dicendo? Sapevamo che non potevamo rendere illegale essere contro la guerra o essere neri, ma inducendo il pubblico ad associare gli hippy alla marijuana e i neri all'eroina, e poi criminalizzando entrambi pesantemente, avremmo potuto distruggere quelle comunità. Potremmo arrestare i loro leader, fare irruzione nelle loro case, interrompere le loro riunioni e diffamarli notte dopo notte nei notiziari della sera. Sapevamo che stavamo mentendo riguardo alla droga? Ovviamente l'abbiamo fatto.— John Ehrlichman, a Dan Baum per Harper's Magazine nel 1994, a proposito della guerra alla droga del presidente Richard Nixon, dichiarata nel 1971.
La veridicità della citazione è stata messa in dubbio dalla famiglia di Ehrlichman, mentre il corrispondente senior di Vox German Lopez ha suggerito che Ehrlichman avesse torto o mentisse. Secondo López:
Ma l'affermazione di Ehrlichman è probabilmente una semplificazione eccessiva, secondo gli storici che hanno studiato il periodo e le politiche sulla droga di Nixon in particolare. Non c'è dubbio che Nixon fosse razzista, e gli storici mi hanno detto che la razza potrebbe aver avuto un ruolo nella guerra alla droga di Nixon. Ma ci sono anche segnali che dimostrano che Nixon non era motivato esclusivamente dalla politica o dalla razza: innanzitutto, disprezzava personalmente la droga, al punto che non sorprende che volesse liberarne il mondo. E ci sono prove che Ehrlichman si sia sentito amareggiato e tradito da Nixon dopo aver trascorso del tempo in prigione per lo scandalo Watergate, quindi potrebbe aver mentito. Ancora più importante, le politiche antidroga di Nixon non si concentravano sul tipo di criminalizzazione descritta da Ehrlichman. Invece, la guerra alla droga di Nixon fu in gran parte una crociata per la salute pubblica, che sarebbe stata rimodellata nella moderna e punitiva guerra alla droga che conosciamo oggi dalle amministrazioni successive, in particolare dal presidente Ronald Reagan...
Nel 1973 fu creata la Drug Enforcement Administration per sostituire l'Ufficio per i narcotici e le droghe pericolose. L'amministrazione Nixon ha anche abrogato le condanne federali minime obbligatorie da 2 a 10 anni per possesso di marijuana e ha avviato programmi federali di riduzione della domanda e programmi di trattamento della droga. Robert DuPont, lo "zar della droga" nell'amministrazione Nixon, affermò che sarebbe stato più accurato dire che Nixon pose fine, piuttosto che lanciò, alla "guerra alla droga".
La presidenza di Ronald Reagan vide un ampliamento dell'attenzione federale alla prevenzione dell'abuso di droga e al perseguimento dei trasgressori. Reagan firmò il Comprehensive Crime Control Act del 1984, che estese le sanzioni al possesso di cannabis, stabilì un sistema federale di pene minime obbligatorie e stabilì procedure per la confisca dei beni civili. Dal 1980 al 1984, il budget annuale federale delle unità antidroga dell'FBI passò da 8 a 95 milioni. Secondo la storica Elizabeth Hinton, Reagan fu un forte sostenitore della criminalizzazione dei consumatori di droga durante la sua presidenza negli anni '80; scrisse che "[egli] guidò il Congresso a criminalizzare i consumatori di droga, in particolare i consumatori di droga afroamericani, concentrando e inasprendo le sanzioni per il possesso della forma cristallina della cocaina, nota come "crack", piuttosto che della metanfetamina cristallizzata che la Casa Bianca i funzionari riconobbero che era un problema altrettanto grave tra gli americani bianchi a basso reddito". Il sostegno alla legislazione criminale di Reagan era bipartisan. Secondo Hinton, i democratici sostenevano la sua legislazione come avevano fatto sin dall'amministrazione Johnson, sebbene Reagan fosse un repubblicano. 
Particolarmente rilevante durante la presidenza Reagan fu anche il ruolo della first lady, Nancy Reagan, che scelse di legare il proprio nome in via prioritaria proprio alla lotta al consumo di stupefacenti, impegnandosi nella campagna di sensibilizzazione Just Say No.
Nel 1982, il vicepresidente George H.W. Bush e i suoi collaboratori iniziarono a spingere per il coinvolgimento della CIA e dell’esercito americano negli sforzi per la lotta alla droga.
L'Office of National Drug Control Policy (ONDCP) è stato originariamente istituito dal National Narcotics Leadership Act del 1988, che ha imposto una campagna mediatica nazionale antidroga per i giovani, diventando in seguito la National Youth Anti-Drug Media Campaign. Il direttore dell'ONDCP è comunemente noto come lo zar della droga, e fu implementato per la prima volta nel 1989 sotto il presidente George H.W. Bush, e elevato allo status di gabinetto da Bill Clinton nel 1993. Queste attività sono state successivamente finanziate dalla legge sugli stanziamenti del Tesoro e del governo generale del 1998. Il Drug-Free Media Campaign Act del 1998 ha codificato la campagna in 21 USC § 1708.

### 21º secolo

Il tasso di incarcerazione negli Stati Uniti ha raggiunto il picco nel 2008. Il tasso statunitense è stato il più alto al mondo in quell'anno. Il grafico si riferisce ai prigionieri ogni 100.000 abitanti di tutte le età.

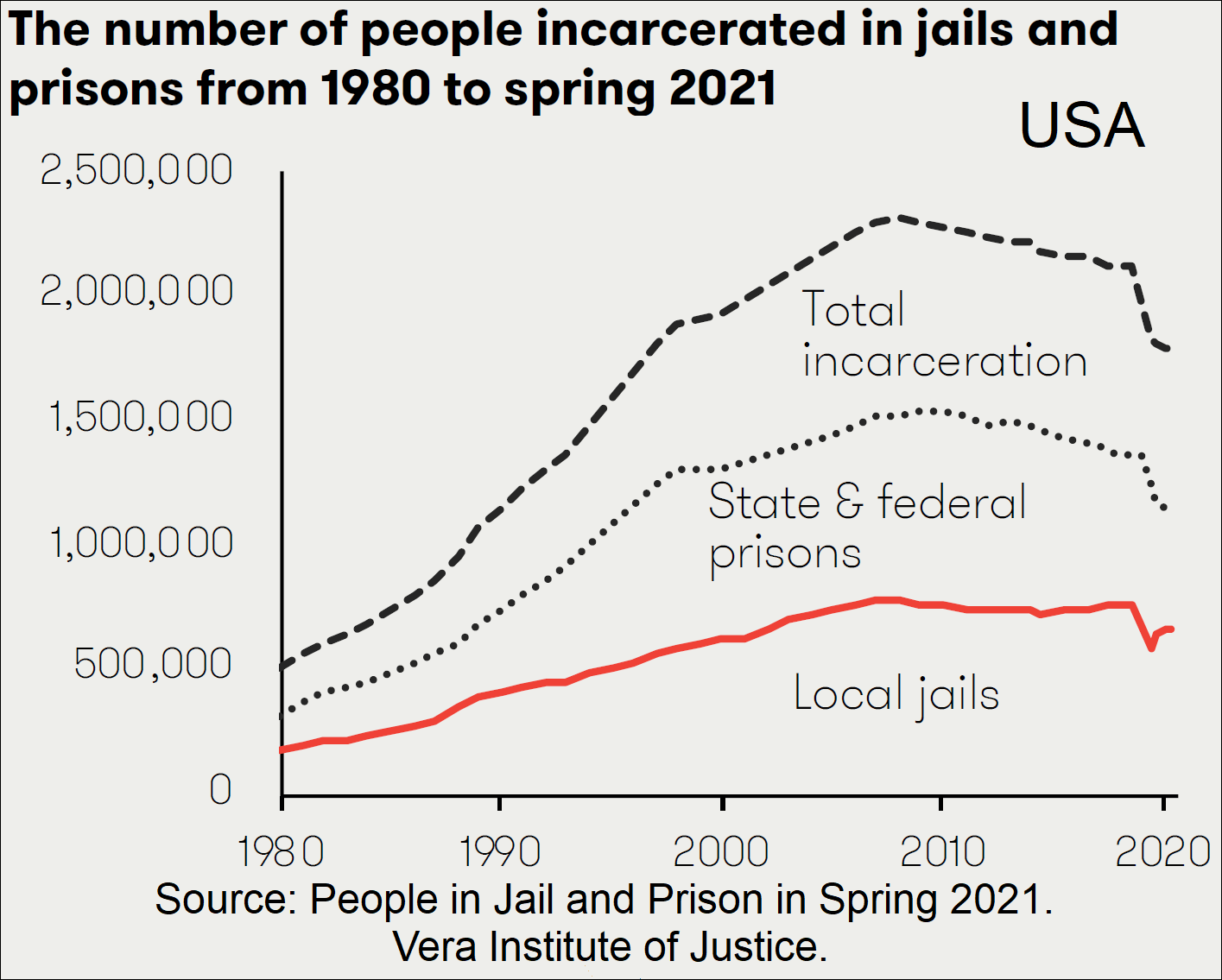
Grafici cronologici statunitensi del numero di persone incarcerate dal 1980 alla primavera 2021.

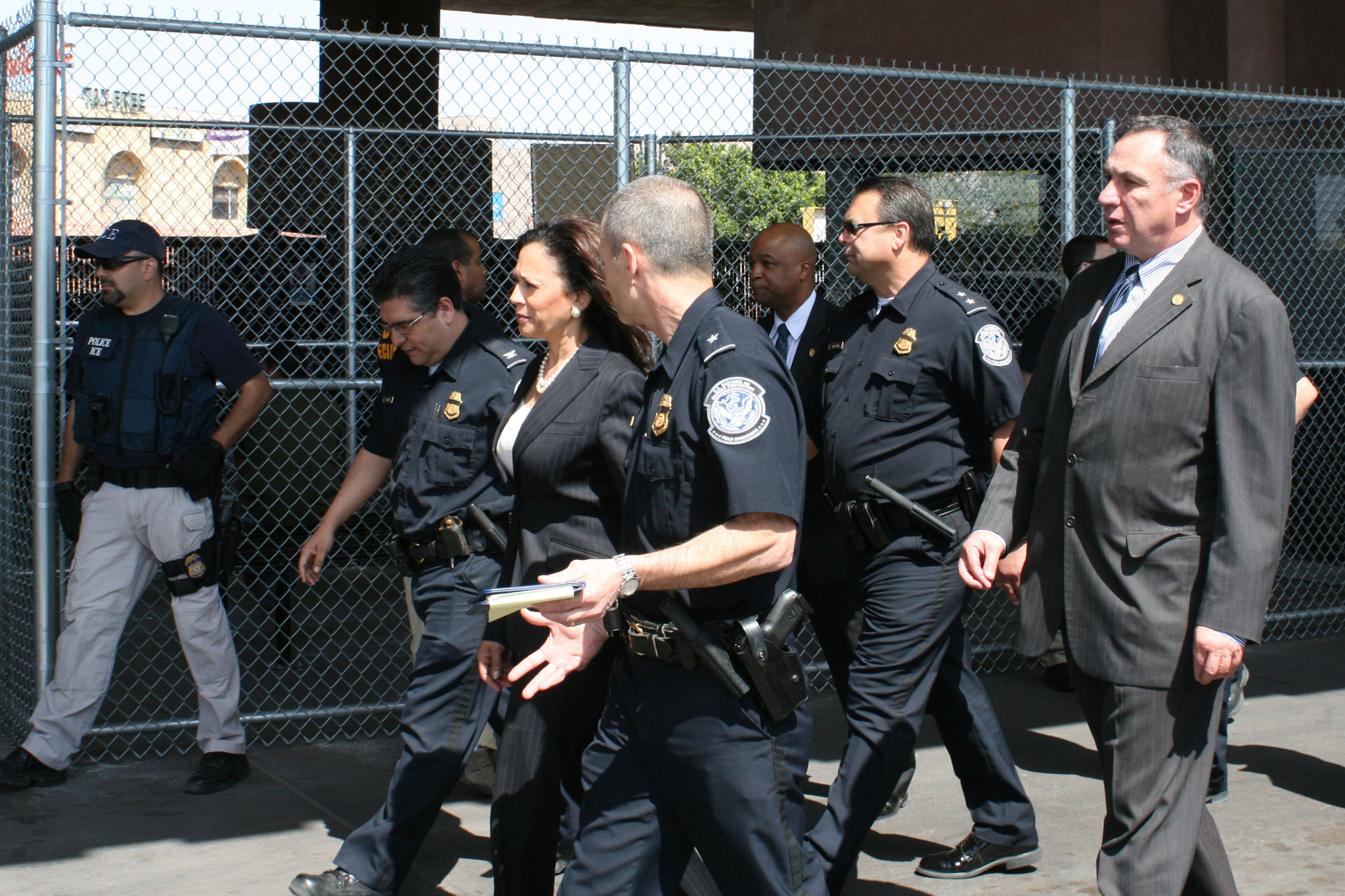
Il procuratore generale della California Kamala Harris in visita al confine tra Stati Uniti e Messico il 24 marzo 2011, per discutere le strategie per combattere i cartelli della droga.

All'inizio del 21º secolo, la guerra alla droga cominciò a essere definita "il nuovo Jim Crow". Questa mentalità è stata ulteriormente resa popolare dall'avvocato e sostenitrice dei diritti civili Michelle Alexander, che ha scritto The New Jim Crow: Mass Incarceration in the Age of Colorblindness nel 2010.
Secondo un articolo dell’American Civil Liberties Union (ACLU), all’inizio del secolo il tasso di incarcerazione negli Stati Uniti era composto in modo sproporzionato da uomini afroamericani. Nel 2001, "il numero di uomini neri in prigione (792.000) [aveva] già eguagliato il numero di uomini ridotti in schiavitù nel 1820. Con l'attuale slancio della guerra alla droga che alimenta un complesso carcerario-industriale in continua espansione, se le tendenze attuali continuano, solo Rimangono 15 anni prima che gli Stati Uniti incarcerano tanti uomini afroamericani quanti furono costretti alla schiavitù mobile al culmine della schiavitù, nel 1860".
Durante il suo mandato, Barack Obama ha adottato un approccio “duro ma intelligente” alla guerra alla droga. Anche se sosteneva che il suo metodo differiva da quelli dei presidenti precedenti, in realtà le sue pratiche erano simili.
Un gruppo internazionale chiamato Global Commission on Drug Policy, composto da ex capi di stato e di governo, ha pubblicato un rapporto il 2 giugno 2011, affermando che "La guerra globale alla droga è fallita". La commissione era composta da 22 membri autoproclamati, tra cui numerosi importanti politici e scrittori internazionali. Il chirurgo generale statunitense Regina Benjamin ha anche pubblicato la prima strategia nazionale di prevenzione, un quadro per prevenire l’abuso di droghe e promuovere stili di vita sani e attivi.
Nel maggio 2012, il governo degli Stati Uniti ha pubblicato una versione aggiornata della sua politica sulle droghe. Il direttore dell'ONDCP ha affermato che questa politica è in qualche modo diversa dalla "Guerra alla droga". Non vedeva la legalizzazione della droga come la soluzione miracolosa al controllo della droga e non misurava il successo in base al numero di arresti effettuati o di prigioni costruite. Nella stessa riunione, i rappresentanti di Italia, Federazione Russa, Svezia, Regno Unito e Stati Uniti hanno firmato una dichiarazione: "Il nostro approccio deve essere equilibrato, combinando un'efficace applicazione della legge per limitare l'offerta di farmaci, con sforzi volti a ridurre la domanda e costruire la ripresa; sostenendo le persone a vivere una vita libera dalla dipendenza."
Un rapporto dell'ACLU del 2013 ha dichiarato la campagna contro la marijuana una "guerra alle persone di colore". Il rapporto ha rilevato che "gli afroamericani [avevano] 3,73 volte più probabilità dei bianchi di essere arrestati nonostante tassi di utilizzo quasi identici e violazioni di marijuana che rappresentavano più della metà degli arresti per droga a livello nazionale durante il decennio precedente". In un certo senso, l’approccio binario “duro ma intelligente” di Barack Obama alla guerra alla droga ne ha bloccato i progressi. Da un lato, i autori di reati legati alla droga non bianchi hanno ricevuto sanzioni penali meno eccessive, ma dall’altro, esaminando i criminali come strettamente violenti o non violenti, l’incarcerazione di massa è continuata.
Nel marzo 2016 l'International Narcotics Control Board ha dichiarato che i trattati internazionali sul controllo della droga non impongono una "guerra alla droga".
Secondo articoli del 2020 dell’ACLU e del New York Times, repubblicani e democratici concordano sul fatto che è giunto il momento di porre fine alla guerra alla droga. Durante la campagna presidenziale, Joe Biden ha affermato che avrebbe preso provvedimenti per alleviare la guerra alla droga e porre fine all'epidemia di oppioidi.
Il 4 dicembre 2020, la Camera dei Rappresentanti degli Stati Uniti ha approvato un disegno di legge di riforma sulla marijuana, il Marijuana Opportunity Reinvestment and Expungement Act (noto anche come MORE Act), che ha depenalizzato la marijuana. Inoltre, secondo l'ACLU, "cancella le condanne e gli arresti passati e tassa la marijuana per reinvestire nelle comunità prese di mira dalla guerra alla droga". Tuttavia, la cannabis rimane una droga della Tabella I ai sensi della legge sulle sostanze controllate. Mentre il MORE Act depenalizza la marijuana, la classificazione della sostanza nella Tabella I è in conflitto con gli sforzi per riformulare la cannabis in una visione socio-politica. La legge MORE è stata presentata al Senato nel dicembre 2020.
Nel corso del tempo, gli stati degli Stati Uniti hanno affrontato la questione della liberalizzazione della droga a ritmi diversi. Ad esempio, a dicembre 2020, l’Oregon è diventato il primo stato degli Stati Uniti a depenalizzare tutte le droghe. La risposta del governo statale è passata da un approccio criminale a un approccio di salute pubblica.
Nel 2023, il Dipartimento di Stato americano ha annunciato l’intenzione di lanciare una “coalizione globale per affrontare le minacce delle droghe sintetiche”, a cui si prevede aderiranno più di 80 paesi.

## Politica interna

### Arresti e incarcerazioni

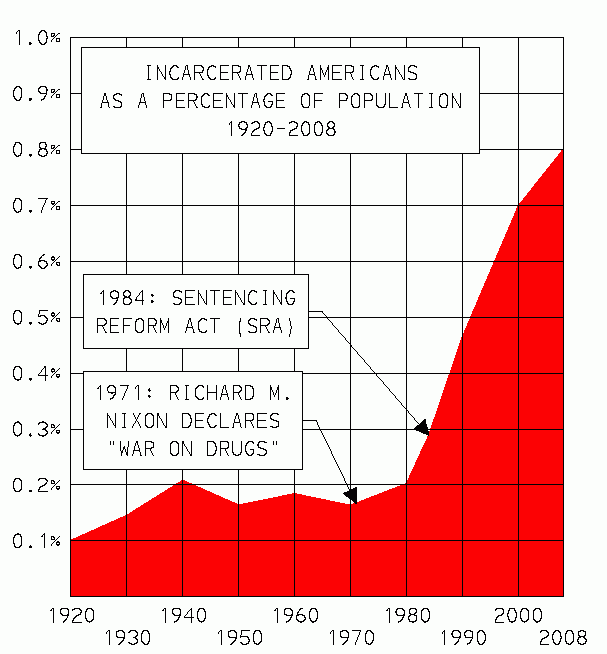
Grafico che mostra l'aumento del tasso di incarcerazione negli Stati Uniti dal 1920 al 2008.

Secondo Human Rights Watch, la guerra alla droga ha causato un aumento vertiginoso dei tassi di arresti che hanno preso di mira in modo sproporzionato gli afroamericani a causa di vari fattori. John Ehrlichman un aiutante di Nixon, disse che Nixon usò la guerra alla droga per criminalizzare e sconvolgere le comunità nere e hippie e i loro leader.
Dopo il 1980 la situazione cominciò a cambiare. Negli anni '80, mentre il numero degli arresti per tutti i reati era aumentato del 28%, il numero degli arresti per reati di droga è aumentato del 126%. Il risultato dell'aumento della domanda è stato lo sviluppo della privatizzazione e dell'industria carceraria a scopo di lucro. Il Dipartimento di Giustizia statunitense, riferendo sugli effetti delle iniziative statali, ha affermato che, dal 1990 al 2000, "il numero crescente di reati di droga ha rappresentato il 27% della crescita totale tra i detenuti neri, il 7% del totale crescita tra i detenuti ispanici e il 15% della crescita tra i detenuti bianchi." Oltre alla prigione o al carcere, gli Stati Uniti prevedono la deportazione di molti non cittadini condannati per reati di droga.
Nel 1994, il New England Journal of Medicine riferì che la “Guerra alla droga” portava all’incarcerazione di un milione di americani ogni anno. Nel 2008, The Washington Post ha riferito che su 1,5 milioni di americani arrestati ogni anno per reati di droga, mezzo milione sarebbe stato incarcerato. Inoltre, un nero americano su cinque trascorrerebbe del tempo dietro le sbarre a causa delle leggi sulla droga.
Le politiche federali e statali impongono inoltre ai condannati per reati di droga conseguenze collaterali, separate dalle multe e dal carcere, che non sono applicabili ad altri tipi di reati. Ad esempio, un certo numero di stati hanno promulgato leggi per sospendere per sei mesi la patente di guida di chiunque sia condannato per un reato di droga; queste leggi furono emanate per conformarsi a una legge federale nota come emendamento Solomon-Lautenberg, che minacciava di penalizzare gli stati che non avevano attuato la politica. Altri esempi di conseguenze collaterali per reati di droga, o per reati in generale, includono la perdita della licenza professionale, perdita della capacità di acquistare un'arma da fuoco, perdita del diritto ai buoni pasto, perdita del diritto al Federal Student Aid, perdita del diritto a vivere in alloggi pubblici, perdita della capacità di voto e deportazione.

#### Disparità di condanna
Nel 1986, il Congresso degli Stati Uniti approvò leggi che creavano una disparità di pena di 100 a 1 per il traffico o il possesso di crack rispetto alle sanzioni per il traffico di cocaina in polvere, che era stato ampiamente criticato come discriminatorio nei confronti delle minoranze, soprattutto nere, che avevano maggiori probabilità di usare crack piuttosto che cocaina in polvere. Questo rapporto 100:1 era richiesto dalla legge federale dal 1986. Le persone condannate dal tribunale federale per possesso di 5 grammi di cocaina crack ricevevano una pena minima obbligatoria di 5 anni in una prigione federale. La stessa pena è invece prevista per il possesso di 500 grammi di cocaina in polvere. Nel 2010, il Fair Sentencing Act ha ridotto la disparità di condanna a 18:1.
Secondo Human Rights Watch, le statistiche sulla criminalità mostrano che, negli Stati Uniti nel 1999, rispetto ai non appartenenti alle minoranze, gli afroamericani avevano molte più probabilità di essere arrestati per reati di droga e ricevevano sanzioni e sentenze molto più severe.
Le statistiche del 1998 mostrano che ci sono state ampie disparità razziali negli arresti, nei procedimenti giudiziari, nelle condanne e nelle morti. I consumatori di droga afroamericani rappresentano il 35% degli arresti per droga, il 55% delle condanne e il 74% delle persone incarcerate per reati di possesso di droga. A livello nazionale gli afroamericani venivano mandati nelle carceri statali per reati di droga 13 volte più spesso rispetto ad altre razze, anche se presumibilmente costituivano solo il 13% dei consumatori abituali di droga.
Nel corso del tempo anche la legislazione antidroga ha mostrato un evidente pregiudizio razziale. Michael Tonry, professore dell’Università del Minnesota e autore di giustizia sociale, scrive: “La guerra alla droga ha prevedibilmente e inutilmente rovinato la vita di centinaia e migliaia di giovani neri americani svantaggiati e ha minato decenni di sforzi per migliorare le possibilità di vita dei membri della sottoclasse nera urbana."

Nel 1968, il presidente Lyndon B. Johnson decise che il governo doveva fare uno sforzo per ridurre i disordini sociali che all’epoca affliggevano il paese. Decise di concentrare i suoi sforzi sull'uso illegale di droghe, un approccio che all'epoca era in linea con l'opinione degli esperti sull'argomento. Negli anni ’60 si credeva che almeno la metà dei crimini commessi negli Stati Uniti fosse legata alla droga, e questa cifra crebbe fino al 90% nel decennio successivo. Creò il Piano di riorganizzazione del 1968 che unì l'Ufficio per gli stupefacenti e l'Ufficio per l'abuso di droga per formare l'Ufficio per gli stupefacenti e le droghe pericolose all'interno del Dipartimento di Giustizia. Le convinzioni di questo periodo sull'uso di droghe furono riassunte dal giornalista Max Lernernella sua opera America as a Civilization (1957):
Come esempio calzante possiamo prendere il fatto noto della prevalenza della dipendenza da spine e droghe nelle aree negre. Ciò si spiega essenzialmente in termini di povertà, vita nelle baraccopoli e famiglie distrutte, ma sarebbe facile mostrare la mancanza di tossicodipendenza tra altri gruppi etnici in cui si applicano le stesse condizioni. 
Richard Nixon divenne presidente nel 1969 e non si tirò indietro rispetto al precedente antidroga stabilito da Johnson. Nixon iniziò a orchestrare raid antidroga a livello nazionale per migliorare la sua reputazione di "cane da guardia". Lois B. Defleur, una storica sociale che ha studiato gli arresti per droga durante questo periodo a Chicago, ha affermato che "gli amministratori della polizia hanno indicato che stavano effettuando il tipo di arresti che il pubblico voleva". Inoltre, alcune delle agenzie antidroga appena create da Nixon ricorrerebbero a pratiche illegali per effettuare arresti nel tentativo di soddisfare la domanda pubblica di numeri di arresti. Dal 1972 al 1973, l'Office of Drug Abuse and Law Enforcement ha eseguito 6.000 arresti per droga in 18 mesi, la maggior parte dei quali erano neri.
I due presidenti successivi, Gerald Ford e Jimmy Carter, risposero con programmi che erano essenzialmente una continuazione dei loro predecessori. Poco dopo essere diventato presidente, nel 1981, Ronald Reagan pronunciò un discorso sull’argomento. Reagan annunciò: "Stiamo abbattendo la bandiera della resa che ha sventolato su così tante iniziative antidroga; stiamo issando una bandiera di battaglia".
Reagan riuscì a far passare l'Anti-Drug Abuse Act al Congresso. Questa legislazione ha stanziato ulteriori 1,7 miliardi di dollari per finanziare la guerra alla droga. Ancora più importante, ha stabilito 29 nuove pene minime obbligatorie per reati di droga. Nell'intera storia del paese fino a quel momento, il sistema legale aveva visto solo 55 condanne minime in totale. Una delle principali disposizioni delle nuove norme sulle sentenze prevedeva diversi minimi obbligatori per la cocaina in polvere e crack. Al momento del disegno di legge, c'era un dibattito pubblico sulla differenza nella potenza e nell'effetto della cocaina in polvere, generalmente usata dai bianchi, e della cocaina crack, generalmente usata dai neri, e molti credevano che il "crack" fosse sostanzialmente più potente e creasse dipendenza. Il crack e la cocaina in polvere sono sostanze chimiche strettamente correlate; il crack è una forma a base libera di cocaina cloridrato in polvere, fumabile, che produce una eccitazione più breve e più intensa utilizzando meno droga. Questo metodo è più conveniente e quindi più diffuso nelle strade dei centri urbani, mentre la cocaina in polvere rimane più popolare nei sobborghi bianchi. L'amministrazione Reagan iniziò a sostenere l'opinione pubblica contro il "crack", incoraggiando il funzionario della DEA Robert Putnam a enfatizzare gli effetti dannosi del farmaco. Le storie di "prostitute crack" e "bambini crack" divennero comuni; nel 1986, The Time aveva dichiarato "crack" il problema dell'anno. Cavalcando l'onda del fervore pubblico, Reagan stabilì condanne molto più severe per il crack di cocaina, comminando sanzioni più severe per quantità molto minori di droga.
Il protetto di Reagan ed ex vicepresidente George H.W. Bush fu il prossimo a occupare lo studio ovale, e la politica sulla droga sotto il suo controllo rimase fedele al suo background politico. Bush mantenne la linea dura tracciata dal suo predecessore ed ex capo, aumentando la regolamentazione dei narcotici quando la prima strategia nazionale per il controllo della droga fu emanata dall'Ufficio nazionale per il controllo della droga nel 1989.
I tre presidenti successivi – Clinton, Bush e Obama – continuarono questa tendenza, mantenendo la guerra alla droga poiché l’avevano ereditata al momento del loro insediamento. Durante questo periodo di passività da parte del governo federale, furono gli stati ad avviare una legislazione controversa nella guerra alla droga. I pregiudizi razziali si sono manifestati negli stati attraverso politiche controverse come le pratiche di polizia "stop and frisk" (una pratica del Dipartimento di Polizia di New York City che prevede la detenzione temporanea, l'interrogatorio e, a volte, la perquisizione di civili e sospetti per strada) e le leggi sui crimini "three-strikes law" (le quali richiedono che una persona condannata per un reato e che ha una o due altre precedenti condanne gravi debba scontare l'ergastolo) entrate in vigore in California nel 1994.
Nell’agosto 2010, il presidente Obama ha firmato il Fair Sentencing Act che ha ridotto drasticamente la disparità di condanna di 100 a 1 tra cocaina in polvere e crack, che ha colpito in modo sproporzionato le minoranze.

## Interventi stranieri
Alcuni studiosi hanno affermato che l'espressione "Guerra alla droga" è propaganda che nasconde un'estensione di precedenti operazioni militari o paramilitari. Altri hanno sostenuto che grandi quantità di aiuti esteri, formazione e attrezzature per la "guerra alla droga" in realtà vanno a combattere le insurrezioni di sinistra e sono spesso fornite a gruppi che sono coinvolti nel narcotraffico su larga scala, come i membri corrotti. dell'esercito colombiano.

### Guerra in Vietnam
Dal 1963 fino alla fine della guerra del Vietnam nel 1975, l’uso di marijuana divenne comune tra i soldati statunitensi in situazioni non di combattimento. Alcuni militari facevano uso anche di eroina. Molti militari hanno interrotto l'uso di eroina dopo essere tornati negli Stati Uniti, ma sono tornati a casa dipendenti. Nel 1971, l’esercito americano condusse uno studio sul consumo di droga tra i militari e le donne americane. È emerso che i tassi di utilizzo giornaliero di farmaci su base mondiale erano pari al 2%. Tuttavia, nella primavera del 1971, due membri del Congresso pubblicarono un rapporto allarmante in cui affermavano che il 15% dei militari in Vietnam erano dipendenti dall’eroina. I soldati che facevano uso di droghe avevano più problemi disciplinari. Il frequente uso di droghe era diventato un problema per i comandanti in Vietnam; nel 1971 si stimava che 30.000 militari fossero dipendenti dalla droga, la maggior parte dei quali dall'eroina.
Dal 1971 in poi, quindi, i militari di ritorno dovevano sottoporsi a un test obbligatorio sull'eroina. Ai militari risultati positivi al ritorno dal Vietnam non è stato permesso di tornare a casa finché non avevano superato il test con un risultato negativo. Il programma offriva anche un trattamento.

L'articolo di Elliot Borin "L'esercito americano ha bisogno della sua velocità", pubblicato su Wired il 10 febbraio 2003, riporta:
Ma il Dipartimento della Difesa, che ha distribuito milioni di compresse di anfetamine alle truppe durante la Seconda Guerra Mondiale, il Vietnam e la Guerra del Golfo, continua a insistere sul fatto che non solo sono innocue ma benefiche.
In una conferenza stampa tenuta in concomitanza con l'udienza ai sensi dell'articolo 32 di Schmidt e Umbach, il dottor Pete Demitry, medico e pilota dell'aeronautica militare, ha affermato che "l'aeronautica ha utilizzato (Destroamfetamina) in modo sicuro per 60 anni" senza "nessun incidente noto legato alla velocità."

La necessità di velocità, ha aggiunto Demitry "è una questione di vita o di morte per i nostri militari". 

### Operazione Intercept
Uno dei primi sforzi antidroga nel campo della politica estera fu l'operazione Intercept ("intercettazione") del presidente Nixon, annunciata nel settembre 1969, mirata a ridurre la quantità di cannabis che entrava negli Stati Uniti dal Messico. L’operazione è iniziata con un’intensa repressione delle ispezioni che ha portato quasi al blocco del traffico transfrontaliero. Poiché l'onere sui valichi di frontiera era controverso negli stati di confine, lo sforzo durò solo venti giorni.

### Operazione Giusta Causa
Il 20 dicembre 1989 gli Stati Uniti invasero Panama nell'ambito dell'operazione Just Cause ("Giusta Causa"), che coinvolse 25.000 soldati americani. Il generale Manuel Noriega, capo del governo di Panama, aveva fornito assistenza militare ai gruppi Contras in Nicaragua su richiesta degli Stati Uniti che, in cambio, tolleravano le sue attività di traffico di droga, di cui erano a conoscenza dagli anni '60. Quando la Drug Enforcement Administration (DEA) tentò di incriminare Noriega nel 1971, la CIA impedì loro di farlo. La CIA, allora diretta dal futuro presidente George H.W. Bush, forniva a Noriega centinaia di migliaia di dollari all'anno come pagamento per il suo lavoro in America Latina. Quando il pilota della CIA Eugene Hasenfus fu abbattuto dai sandinisti in Nicaragua, i documenti a bordo dell'aereo rivelarono molte delle attività della CIA in America Latina, e i collegamenti della CIA con Noriega divennero una "responsabilità" di pubbliche relazioni per il governo degli Stati Uniti, che ha finalmente permesso alla DEA di incriminarlo per traffico di droga, dopo decenni di tolleranza delle sue operazioni di droga. Operazione Just Cause, il cui scopo era catturare Noriega e rovesciare il suo governo; Noriega trovò asilo temporaneo presso il nunzio apostolico e si arrese ai soldati statunitensi il 3 gennaio 1990. È stato condannato da un tribunale di Miami a 45 anni di prigione.

### Piano Colombia
Come parte del suo programma Plan Colombia ("Piano Colombia"), il governo degli Stati Uniti attualmente fornisce centinaia di milioni di dollari all’anno in aiuti militari, addestramento e attrezzature alla Colombia, per combattere la guerriglia di sinistra come le Forze Armate Rivoluzionarie della Colombia (FARC-EP), accusato di essere coinvolto nel traffico di droga.
Le società private statunitensi hanno firmato contratti per svolgere attività antidroga come parte del Plan Colombia. La DynCorp, la più grande azienda privata coinvolta, era tra quelle incaricate dal Dipartimento di Stato, mentre altre hanno firmato contratti con il Dipartimento della Difesa.
Il personale militare colombiano ha ricevuto un ampio addestramento anti-insurrezionale dalle forze armate e dalle forze dell'ordine statunitensi, inclusa la School of Americas (SOA). L'autrice Grace Livingstone ha affermato che più diplomati SOA colombiani sono stati implicati in violazioni dei diritti umani rispetto ai diplomati SOA attualmente conosciuti di qualsiasi altro paese. Tutti i comandanti delle brigate evidenziati in un rapporto di Human Rights Watch sulla Colombia del 2001 erano diplomati della SOA, inclusa la III brigata nella Valle del Cauca, dove si verificò il massacro di Alto Naya del 2001. Gli ufficiali addestrati dagli Stati Uniti sono stati accusati di essere stati direttamente o indirettamente coinvolti in molte atrocità avvenute nel corso degli anni '90, tra cui il massacro di Trujillo e massacro di Mapiripán del 1997.
Nel 2000, l’amministrazione Clinton inizialmente rinunciò a tutte le condizioni relative ai diritti umani previste dal Plan Colombia, tranne una, considerando all’epoca tali aiuti cruciali per la sicurezza nazionale.
Gli sforzi dei governi statunitense e colombiano sono stati criticati per essersi concentrati sulla lotta alla guerriglia di sinistra nelle regioni meridionali senza esercitare una pressione sufficiente sui paramilitari di destra e senza continuare le operazioni di traffico di droga nel nord del paese.
Nel 2010, l'Ufficio di Washington per l'America Latina ha concluso che sia il Piano Colombia che la strategia di sicurezza del governo colombiano "hanno comportato un costo elevato in termini di vite umane e risorse, hanno svolto solo una parte del lavoro, stanno producendo rendimenti decrescenti e hanno lasciato istituzioni importanti più deboli".

Un rapporto del 2014 della RAND Corporation, pubblicato per analizzare le strategie praticabili per la guerra alla droga messicana considerando i successi sperimentati in Colombia, osservava:
Tra il 1999 e il 2002, gli Stati Uniti hanno concesso alla Colombia 2,04 miliardi di dollari in aiuti, l’81% dei quali per scopi militari, collocando la Colombia appena dietro Israele e l’Egitto tra i maggiori destinatari dell’assistenza militare statunitense. La Colombia ha aumentato la spesa per la difesa dal 3,2% del prodotto interno lordo (PIL) nel 2000 al 4,19% nel 2005. Nel complesso, i risultati sono stati estremamente positivi. Una maggiore spesa in infrastrutture e programmi sociali ha aiutato il governo colombiano ad aumentare la propria legittimità politica, mentre le forze di sicurezza migliorate sono state in grado di consolidare meglio il controllo su ampie aree del paese precedentemente invase da ribelli e cartelli della droga.
Si rileva inoltre che "il Piano Colombia è stato ampiamente salutato come un successo e alcuni analisti ritengono che, nel 2010, le forze di sicurezza colombiane avessero finalmente preso il sopravvento una volta per tutte".

### Iniziativa Mérida

Logo dell'Iniziativa Mérida

L'Iniziativa Mérida è una cooperazione in materia di sicurezza tra gli Stati Uniti e il governo del Messico e dei paesi dell'America Centrale. È stato approvato il 30 giugno 2008 e il suo scopo dichiarato è combattere le minacce del traffico di droga e della criminalità transnazionale. L'Iniziativa Mérida ha stanziato 1,4 miliardi di dollari in un impegno triennale (2008-2010) nei confronti del governo messicano per l'addestramento e le attrezzature militari e delle forze dell'ordine, nonché consulenza tecnica e formazione per rafforzare i sistemi giudiziari nazionali. L’Iniziativa Mérida ha preso di mira molti importanti funzionari governativi, ma non è riuscita ad affrontare le migliaia di centroamericani che hanno dovuto fuggire dai loro paesi a causa del pericolo che affrontavano ogni giorno a causa della guerra alla droga. Non esiste ancora alcun tipo di piano che si rivolga a queste persone. Nel piano non sono incluse armi.

### Applicazione di erbicidi aerei
Gli Stati Uniti sponsorizzano regolarmente l’irrorazione di grandi quantità di erbicidi come il glifosato sulle giungle dell’America centrale e meridionale come parte dei loro programmi di sradicamento della droga. Le conseguenze ambientali derivanti dalla fumigazione aerea sono state criticate in quanto dannose per alcuni degli ecosistemi più fragili del mondo; alle stesse pratiche di fumigazione aerea viene inoltre attribuito il merito di aver causato problemi di salute nelle popolazioni locali.

### Operazioni in Honduras
Nel 2012, gli Stati Uniti hanno inviato agenti della DEA in Honduras per assistere le forze di sicurezza nelle operazioni antidroga. L’Honduras è stato una tappa importante per i trafficanti di droga, che utilizzano piccoli aerei e piste di atterraggio nascoste in tutto il paese per trasportare la droga. Il governo degli Stati Uniti ha stretto accordi con diversi paesi dell’America Latina per condividere informazioni e risorse per contrastare il traffico di droga. Gli agenti della DEA, in collaborazione con altre agenzie statunitensi come il Dipartimento di Stato, il CBP e la Joint Task Force-Bravo, hanno assistito le truppe dell'Honduras nel condurre raid sui siti operativi dei trafficanti.

## Sostegno e opposizione del pubblico

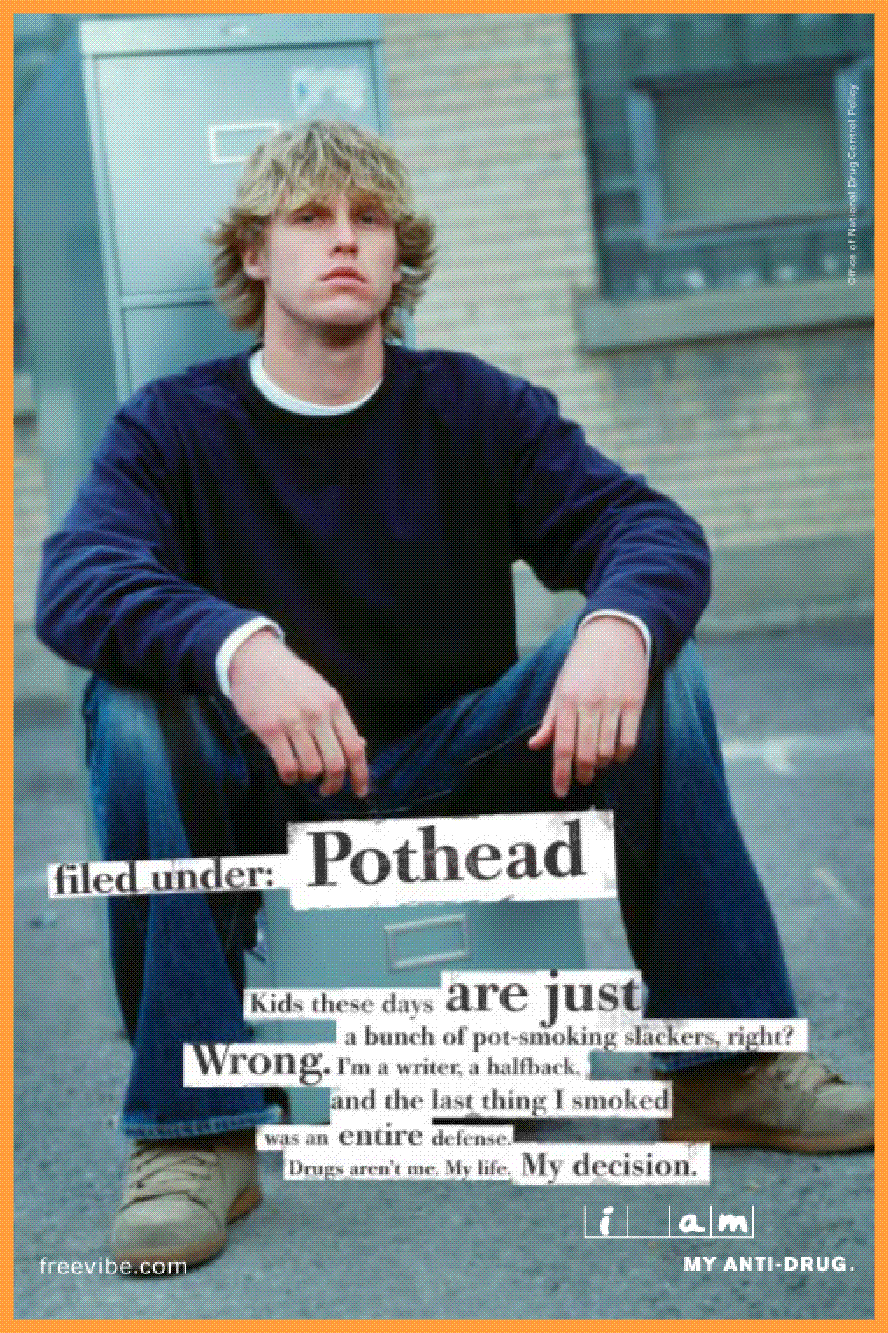
Un poster di propaganda del governo interno americano circa del 2000 riguardante la cannabis negli Stati Uniti,

Diversi critici hanno paragonato l’incarcerazione su vasta scala della minoranza dissenziente di tossicodipendenti all’incarcerazione su vasta scala di altre minoranze nella storia. Lo psichiatra Thomas Szasz, ad esempio, scriveva nel 1997: "Negli ultimi trent'anni abbiamo sostituito la persecuzione medico-politica dei consumatori sessuali illegali ("pervertiti" e "psicopatici") con la ancora più feroce persecuzione medico-politica degli utenti che utilizzano droga illecitamente."

### Stati Uniti
La guerra alla droga è stata una questione controversa sin dal suo inizio. Un sondaggio del 2 ottobre 2008 ha rilevato che tre americani su quattro credevano che la guerra alla droga stesse fallendo.
Le conseguenze sociali della guerra alla droga sono state ampiamente criticate da organizzazioni come l'American Civil Liberties Union in quanto hanno pregiudizi razziali contro le minoranze e sono sproporzionatamente responsabili dell'esplosione della popolazione carceraria degli Stati Uniti. Secondo un rapporto commissionato dalla Drug Policy Alliance e pubblicato nel marzo 2006 dal Justice Policy Institute, le "Drug-Free Zones" americane sono inefficaci nel tenere i giovani lontani dalla droga e creano invece forti disparità razziali nel sistema giudiziario.
Nel 2014, un sondaggio del Pew Research Center ha rilevato che più di sei americani su dieci affermano che l’abbandono da parte dei governi statali delle pene detentive obbligatorie per violazioni della legge sulla droga è una buona cosa, mentre tre americani su dieci affermano che questi cambiamenti politici sono una cosa negativa. Si tratta di un cambiamento sostanziale rispetto alle stesse domande del sondaggio dal. è la strada migliore.
Nel 2018, un sondaggio del Rasmussen Report ha rilevato che meno del 10% degli americani pensa che la guerra alla droga sia stata vinta e che il 75% ha scoperto che gli americani credono che l’America non stia vincendo la guerra alla droga.

### Messico
I cittadini messicani, a differenza dei cittadini americani, sostengono le attuali misure che il loro governo sta adottando contro i cartelli della droga nella guerra alla droga. Un sondaggio del Pew Research Center del 2010 ha rilevato che l’80% sostiene l’attuale utilizzo dell’esercito nella guerra alla droga per combattere i trafficanti di droga, mentre circa il 55% afferma di aver fatto progressi nella guerra. Un anno dopo, nel 2011, un sondaggio del Pew Research Center ha rivelato che il 71% dei messicani ritiene che "le droghe illegali siano un grosso problema nel loro paese". Il 77% dei messicani ritiene inoltre che i cartelli della droga e la violenza ad essi associata rappresentino una grande sfida per il Messico. Il sondaggio ha anche rilevato che le percentuali di convinzione che le droghe illegali e la violenza legate al cartello fossero più alte nel Nord, con l'87% per l'uso illegale di droghe e il 94% per la violenza legata al cartello che rappresenta un problema. Questo rispetto alle altre località: Sud, Città del Messico e l'area metropolitana di Città del Messico e Messico centrale, che sono tutte circa il 18% o inferiori rispetto alla NoCrth sull'uso illegale di droghe che rappresenta un problema per il paese.
Nel 2013 un sondaggio del Pew Research Center ha rilevato che il 74% dei cittadini messicani sarebbe favorevole all'addestramento della propria polizia e dei propri militari, il sondaggio ha anche rilevato che un altro 55% sarebbe favorevole alla fornitura di armi e aiuti finanziari. Sebbene il sondaggio indichi un sostegno agli aiuti statunitensi, il 59% è contrario all'intervento sul campo da parte dell'esercito americano. Sempre nel 2013 il Pew Research Center ha rilevato in un sondaggio che il 56% dei cittadini messicani ritiene che gli Stati Uniti e il Messico siano entrambi responsabili della violenza sulla droga in Messico. Nello stesso sondaggio, il 20% ritiene che la colpa sia esclusivamente degli Stati Uniti e il 17% ritiene che la colpa sia esclusivamente del Messico.

### America Latina
In un incontro in Guatemala nel 2012, tre ex presidenti di Guatemala, Messico e Colombia hanno affermato che la guerra alla droga era fallita e che avrebbero proposto una discussione sulle alternative, inclusa la depenalizzazione, al Summit delle Americhe nell’aprile di quell’anno. Il presidente del Guatemala Otto Pérez Molina ha affermato che la guerra alla droga sta imponendo un prezzo troppo alto alla vita dei centroamericani e che è ora di "porre fine al sulla discussione della depenalizzazione". Al vertice, il governo della Colombia ha spinto per il cambiamento di più ampia portata nella politica sulla droga da quando la guerra ai narcotici era stata dichiarata da Nixon quattro decenni prima, citando gli effetti catastrofici che aveva avuto in Colombia.

### Canada
In Canada, l’applicazione delle norme non avviene tramite l’esercito, anche quando il Canada è uno dei principali fornitori di droghe ricreative, tra cui metanfetamine ed ecstasy.

### Cina
Il movimento antidroga cinese può essere fatto risalire al 1909 a Shanghai con la Commissione internazionale sull'oppio. Dal 1991 al 1999, la Cina ha scoperto 360 casi riguardanti l'abuso e il traffico illegale di droga. Nel 2009, Akmal Shaikh, un cittadino britannico, è stato condannato a morte e successivamente giustiziato in Cina per aver contrabbandato 4 kg di eroina in Cina. Alla volta del 2023 è illegale usare, possedere o piantare cannabis in Cina.

## Effetti socioeconomici

### Creazione permanente di sottoclassi
Le sanzioni per i crimini legati alla droga tra i giovani americani comportano quasi sempre l’allontanamento permanente o semi-permanente dalle opportunità di istruzione, la privazione del diritto di voto e successivamente la creazione di precedenti penali che rendono più difficile l’occupazione. Un quinto della popolazione carceraria statunitense è incarcerata per reati legati alla droga. Pertanto, alcuni autori sostengono che la guerra alla droga ha portato alla creazione di un sottoproletariato permanente di persone che hanno poche opportunità di istruzione o di lavoro, spesso a seguito della punizione per reati di droga che a loro volta sono il risultato di tentativi di droga. guadagnarsi da vivere nonostante non abbiano istruzione o opportunità di lavoro.

### Costi per i contribuenti
Secondo uno studio del 2008 pubblicato dall’economista di Harvard Jeffrey A. Miron, il risparmio annuale sui costi di repressione e incarcerazione derivanti dalla legalizzazione delle droghe ammonterebbe a circa 41,3 miliardi di dollari, di cui 25,7 miliardi di dollari risparmiati tra gli stati e oltre 15,6 miliardi di dollari accantonati per il governo federale. governo. Miron ha inoltre stimato almeno 46,7 miliardi di dollari di entrate fiscali sulla base di aliquote paragonabili a quelle sul tabacco e sull'alcol: 8,7 miliardi di dollari dalla marijuana, 32,6 miliardi di dollari da cocaina ed eroina e 5,4 miliardi di dollari da altre droghe.
Alla bassa tassazione nei paesi centroamericani è stato attribuito il merito di aver indebolito la risposta della regione nella lotta contro i trafficanti di droga. Molti cartelli, soprattutto Los Zetas, hanno approfittato delle risorse limitate di queste nazioni. Nel 2010 le entrate fiscali in El Salvador, Guatemala e Honduras rappresentavano solo il 13,53% del PIL. A titolo di confronto, in Cile e negli Stati Uniti le tasse rappresentavano rispettivamente il 18,6% e il 26,9% del PIL. Tuttavia, le imposte dirette sul reddito sono molto difficili da applicare e in alcuni casi l’evasione fiscale è vista come un passatempo nazionale.

### Impatto sui coltivatori
Lo status della coca e dei coltivatori di coca è diventato un intenso problema politico in diversi paesi, tra cui la Colombia e in particolare la Bolivia, dove l'ex presidente Evo Morales, ex leader del sindacato dei coltivatori di coca, ha promesso di legalizzare la coltivazione e l'uso tradizionali della coca. In effetti, gli sforzi di legalizzazione hanno prodotto alcuni successi sotto l’amministrazione Morales se combinati con sforzi di eradicazione aggressivi e mirati. Il paese ha visto un calo del 12-13% nella coltivazione della coca nel 2011 sotto Morales, che ha utilizzato le federazioni dei coltivatori di coca per garantire il rispetto della legge piuttosto che fornire un ruolo primario alle forze di sicurezza.
La politica di eradicazione della coca è stata criticata per il suo impatto negativo sul sostentamento dei coltivatori di coca in Sud America. In molte zone del Sud America la foglia di coca è stata tradizionalmente masticata e utilizzata dalla gente del posto nel tè e per scopi religiosi, medicinali e nutrizionali. Per questo motivo molti insistono sul fatto che l’illegalità della coltivazione tradizionale della coca è ingiusta. In molte aree il governo e l’esercito degli Stati Uniti hanno imposto l’eradicazione della coca senza prevedere alcuna coltura alternativa significativa per gli agricoltori, e hanno inoltre distrutto molti dei loro raccolti alimentari o di mercato, lasciandoli affamati e indigenti.

### Impatto sull'occupazione
I critici notano che la guerra alla droga crea anche una carenza artificiale di lavoratori nella forza lavoro a causa dei test antidroga casuali. Ad esempio, secondo il Dipartimento dei trasporti, nel 2020, 70.000 camionisti sono stati licenziati perché positivi al consumo di cannabis. Questo avviene durante un periodo in cui il 70% degli americani afferma di sperimentare carenze e ritardi nei prodotti. Inoltre, l'American Trucking Associations afferma che l'industria degli autotrasporti è a corto di 80.000 camionisti, un numero che potrebbe potenzialmente raddoppiare entro il 2030. Inoltre, la Federal Motor Carrier Safety Administration ha aumentato la quantità di test antidroga casuali dal 25% al 50% del numero medio di posti di guida, il che, notano i critici, si tradurrà in un numero ancora maggiore di camionisti e in una carenza di forniture.

## Accuse di coinvolgimento ufficiale nel traffico di droga
Si presume che la CIA, la DEA, il Dipartimento di Stato e diverse altre agenzie governative statunitensi abbiano rapporti con vari gruppi coinvolti nel traffico di droga.

### Traffico di cocaina della CIA e dei Contras
Il rapporto della Commissione per le Relazioni Estere del Senato americano del 1988 del Senatore John Kerry sui collegamenti dei Contras nella droga conclude che i membri del Dipartimento di Stato americano "che hanno fornito sostegno ai Contras sono coinvolti nel traffico di droga... ed elementi dei Contras stessi ricevono consapevolmente finanziamenti e assistenza materiale da parte dei narcotrafficanti." Il rapporto afferma inoltre che "i collegamenti dei Contras con la droga includono... pagamenti ai trafficanti di droga da parte del Dipartimento di Stato americano di fondi autorizzati dal Congresso per l'assistenza umanitaria ai Contras, in alcuni casi dopo che i trafficanti erano stati incriminati dalla polizia federale". forze dell'ordine con accuse di droga, in altri mentre i trafficanti erano sotto indagine attiva da parte di queste stesse agenzie."
Nel 1996, il giornalista Gary Webb pubblicò articoli sul San Jose Mercury News, e più tardi nel suo libro Dark Alliance, sostenendo che: "Per gran parte di un decennio, un giro di droga nell'area della Baia di San Francisco ha venduto tonnellate di cocaina ai Crips e Ha insanguinato le bande di strada di Los Angeles e incanalato milioni di profitti derivanti dalla droga verso un esercito di guerriglia latino-americana gestito dalla Central Intelligence Agency degli Stati Uniti. Questo giro di droga "ha aperto il primo gasdotto tra i cartelli della cocaina della Colombia e i quartieri neri di Los Angeles" e, di conseguenza, "la cocaina che è arrivata ha contribuito a innescare un'esplosione di crack nelle città americane".
La premessa di Webb riguardo al collegamento con il governo degli Stati Uniti fu inizialmente attaccata dai media. La serie rimane controversa. La serie ha portato a tre indagini federali (vale a dire, da parte della CIA, del Dipartimento di Giustizia e del Comitato di Intelligence della Camera) sulle affermazioni dell'"Alleanza Oscura". I rapporti respingevano le principali affermazioni della serie ma erano critici nei confronti di alcune azioni della CIA e delle forze dell'ordine. Il rapporto della CIA non ha trovato prove che "qualsiasi dipendente passato o presente della CIA, o chiunque agisca per conto della CIA, abbia avuto rapporti diretti o indiretti" con Ross, Blandón o Meneses o che qualsiasi altra figura menzionata in "Dark Alliance" "siano mai stati impiegati, associati o contattati dall'agenzia". Il rapporto del Dipartimento di Giustizia affermava che "non abbiamo riscontrato che lui [Blandón] avesse legami con la CIA, che la CIA fosse intervenuta in alcun modo nel suo caso, o che eventuali collegamenti con i Contras avessero influenzato il suo trattamento". Il rapporto della Commissione della Camera esaminò il sostegno che Meneses e Blandón diedero all'organizzazione locale dei Contras a San Francisco e ai Contras in generale, il rapporto concluse che "non era sufficiente a finanziare l'organizzazione" e non consisteva in "milioni ", contrariamente a quanto affermato dalla serie "Dark Alliance". Questo sostegno "non è stato diretto da nessuno all'interno del movimento Contra che avesse un'associazione con la CIA", e il Comitato non ha trovato "nessuna prova che la CIA o la comunità dell'intelligence fossero a conoscenza del sostegno di questi individui.

### Operazioni di traffico di eroina che coinvolgono la CIA, la Marina americana e la mafia siciliana
Secondo Rodney Campbell, assistente editoriale di Nelson Rockefeller, durante la seconda guerra mondiale, la Marina degli Stati Uniti, preoccupata che gli scioperi e le controversie di lavoro nei porti marittimi orientali degli Stati Uniti avrebbero interrotto la logistica in tempo di guerra, liberò il mafioso Lucky Luciano dalla prigione e collaborò con lui. per aiutare la mafia a prendere il controllo di quei porti. I membri dei sindacati furono terrorizzati e assassinati dai membri della mafia come mezzo per prevenire disordini sindacali e garantire una spedizione regolare delle forniture in Europa.
Secondo Alexander Cockburn e Jeffrey St. Clair, per impedire che i membri del partito comunista venissero eletti in Italia dopo la seconda guerra mondiale, la CIA lavorò a stretto contatto con la mafia siciliana, proteggendoli e assistendoli nelle loro operazioni di contrabbando di eroina in tutto il mondo. La mafia era in conflitto con gruppi di sinistra ed era coinvolta nell'assassinio, nella tortura e nel pestaggio di organizzatori politici di sinistra.

## Efficacia

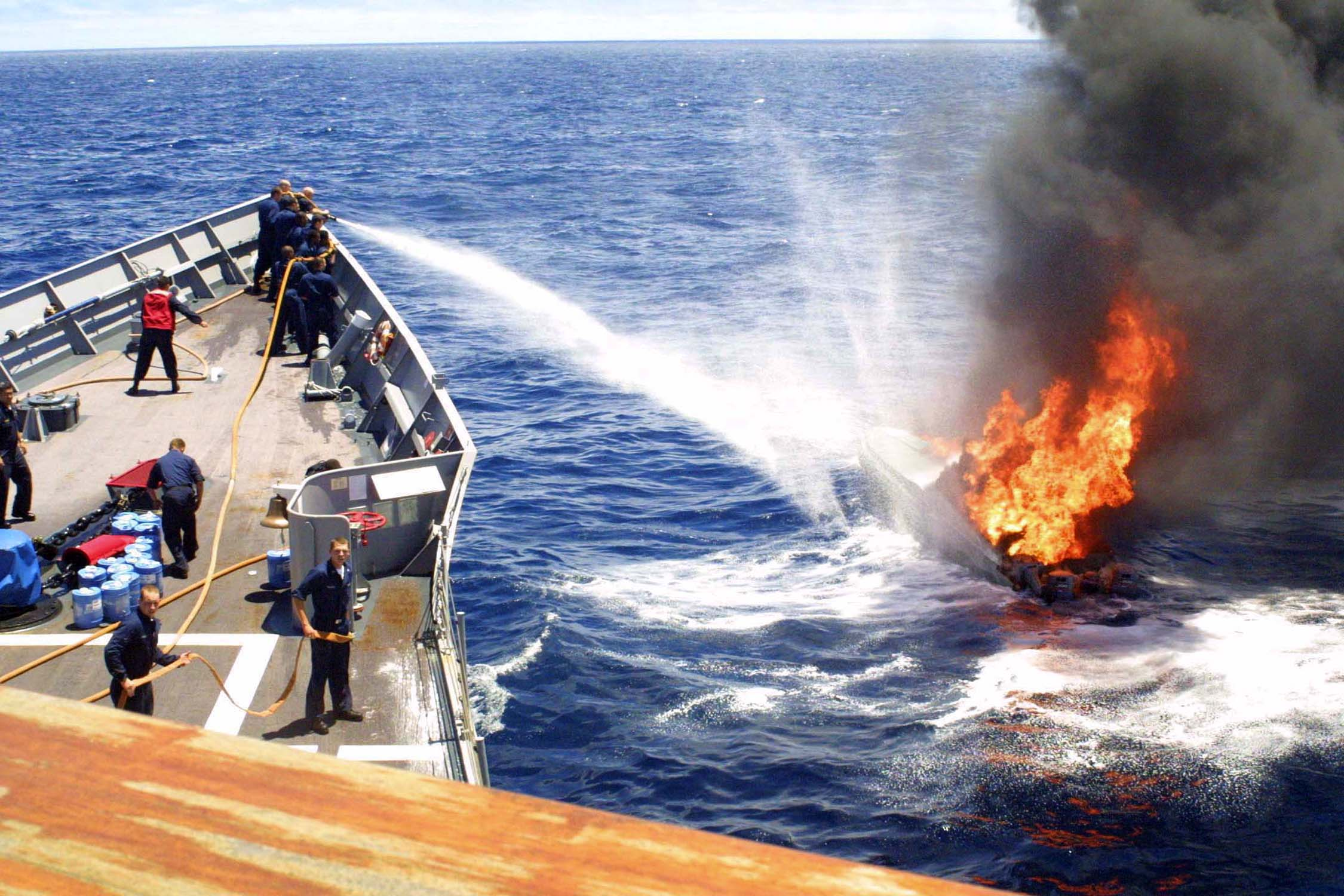
La USS Rentz (FFG-46) tenta di spegnere un incendio appiccato dai trafficanti di droga che cercavano di scappare e di distruggere le prove.

Nel 1986, il Dipartimento della Difesa degli Stati Uniti ha finanziato uno studio biennale condotto dalla RAND Corporation, che ha scoperto che l’uso delle forze armate per impedire l’ingresso di droga negli Stati Uniti avrebbe poco o nessun effetto sul traffico di cocaina e potrebbe, di fatto, aumentare i profitti dei cartelli e dei produttori di cocaina. Lo studio di 175 pagine, "Sealing the Borders: The Effects of Aumented Military Participation in Drug Interdiction", è stato preparato da sette ricercatori, matematici ed economisti del National Defense Research Institute, una filiale della RAND, ed è stato pubblicato nel 1988. Lo studio ha rilevato che sette studi precedenti negli ultimi nove anni, incluso uno del Center for Naval Research e dell’Office of Technology Assessment, erano giunti a conclusioni simili. Gli sforzi di interdizione, utilizzando le attuali risorse delle forze armate, non avrebbero quasi alcun effetto sull’importazione di cocaina negli Stati Uniti, conclude il rapporto.
Durante la prima metà degli anni ’90, l’amministrazione Clinton ordinò e finanziò un importante studio sulla politica della cocaina, sempre condotto dalla RAND. Lo studio del Rand Drug Policy Research Center ha concluso che 3 miliardi di dollari dovrebbero essere trasferiti dalle forze dell’ordine federali e locali al trattamento. Il rapporto afferma che il trattamento è il modo più economico per ridurre il consumo di droga, affermando che il trattamento antidroga è ventitré volte più efficace della "guerra alla droga" dal lato dell'offerta.
Il Comitato sui dati e la ricerca per la politica sulle droghe illegali del Consiglio nazionale delle ricerche ha pubblicato i suoi risultati nel 2001 sull’efficacia della guerra alla droga. Il Comitato NRC ha riscontrato che gli studi esistenti sugli sforzi volti a contrastare l’uso e il contrabbando di droga, dalle operazioni militari statunitensi per sradicare i campi di coca in Colombia, ai centri nazionali di trattamento della droga, sono stati tutti inconcludenti, sempre che i programmi siano stati valutati: “I programmi esistenti I sistemi di monitoraggio del consumo di droga sono sorprendentemente inadeguati a supportare l’intera gamma di decisioni politiche che la nazione deve prendere. e in che misura sta avendo l'effetto desiderato." Lo studio, sebbene non ignorato dalla stampa, è stato ignorato dai politici di alto livello, portando il presidente della commissione Charles Manski a concludere, come nota un osservatore, che "la guerra alla droga non ha alcun interesse nei propri risultati".
A metà del 1995, il governo statunitense cercò di ridurre la fornitura di precursori della metanfetamina per perturbare il mercato di questa droga. Secondo uno studio del 2009, questo sforzo ha avuto successo, ma i suoi effetti sono stati in gran parte temporanei.
Durante il proibizionismo, il periodo dal 1920 al 1933, il consumo di alcol inizialmente diminuì ma iniziò ad aumentare già nel 1922. È stato estrapolato che, anche se il divieto non fosse stato abrogato nel 1933, il consumo di alcol avrebbe rapidamente superato i livelli pre-proibizionismo. Un argomento contro la guerra alla droga è che utilizza misure simili al proibizionismo e non è più efficace.
Nei sei anni dal 2000 al 2006, gli Stati Uniti hanno speso 4,7 miliardi di dollari per il Plan Colombia, uno sforzo per sradicare la produzione di coca in Colombia. Il risultato principale di questo sforzo è stato quello di spostare la produzione di coca in aree più remote e imporre altre forme di adattamento. La superficie complessiva coltivata a coca in Colombia alla fine dei sei anni è risultata essere la stessa, dopo che l'ufficio del Drug Czar degli Stati Uniti ha annunciato un cambiamento nella metodologia di misurazione nel 2005 e ha incluso nuove aree nelle sue indagini. La coltivazione nei paesi vicini del Perù e della Bolivia aumentò, alcuni descriverebbero questo effetto come spremere un palloncino.

Richard Davenport-Hines, nel suo libro The Pursuit of Oblivion, criticò l’efficacia della guerra alla droga sottolineando che
Viene intercettato il 10-15% dell'eroina illecita e il 30% della cocaina illecita. I trafficanti di droga hanno margini di profitto lordi fino al 300%. Almeno il 75% delle spedizioni di droga illecita dovrebbe essere intercettato prima che i profitti dei trafficanti vengano danneggiati.
Alberto Fujimori, presidente del Perù dal 1990 al 2000, definì “fallita” la politica estera statunitense in materia di droga sulla base del fatto che
da 10 anni una somma considerevole è stata investita dal governo peruviano e un'altra da parte del governo americano, e ciò non ha portato ad una riduzione dell'offerta di foglie di coca messe in vendita. Piuttosto, nei dieci anni dal 1980 al 1990, è cresciuto di 10 volte. 
Almeno 500 economisti, tra cui i premi Nobel Milton Friedman, George Akerlof e Vernon L. Smith, hanno notato che ridurre l’offerta di marijuana senza ridurre la domanda fa aumentare il prezzo, e quindi i profitti dei venditori di marijuana, secondo le leggi della domanda e dell’offerta. L’aumento dei profitti incoraggia i produttori a produrre più farmaci nonostante i rischi, fornendo una spiegazione teorica del motivo per cui gli attacchi all’offerta di farmaci non sono riusciti ad avere alcun effetto duraturo. Gli economisti sopra menzionati hanno pubblicato una lettera aperta al presidente George W. Bush affermando: "Esortiamo... il Paese ad avviare un dibattito aperto e onesto sulla proibizione della marijuana... Come minimo, questo dibattito costringerà i sostenitori della politica attuale a dimostrare che la proibizione ha benefici sufficienti a giustificare il costo per i contribuenti, la rinuncia alle tasse entrate e numerose conseguenze accessorie che derivano dalla proibizione della marijuana."

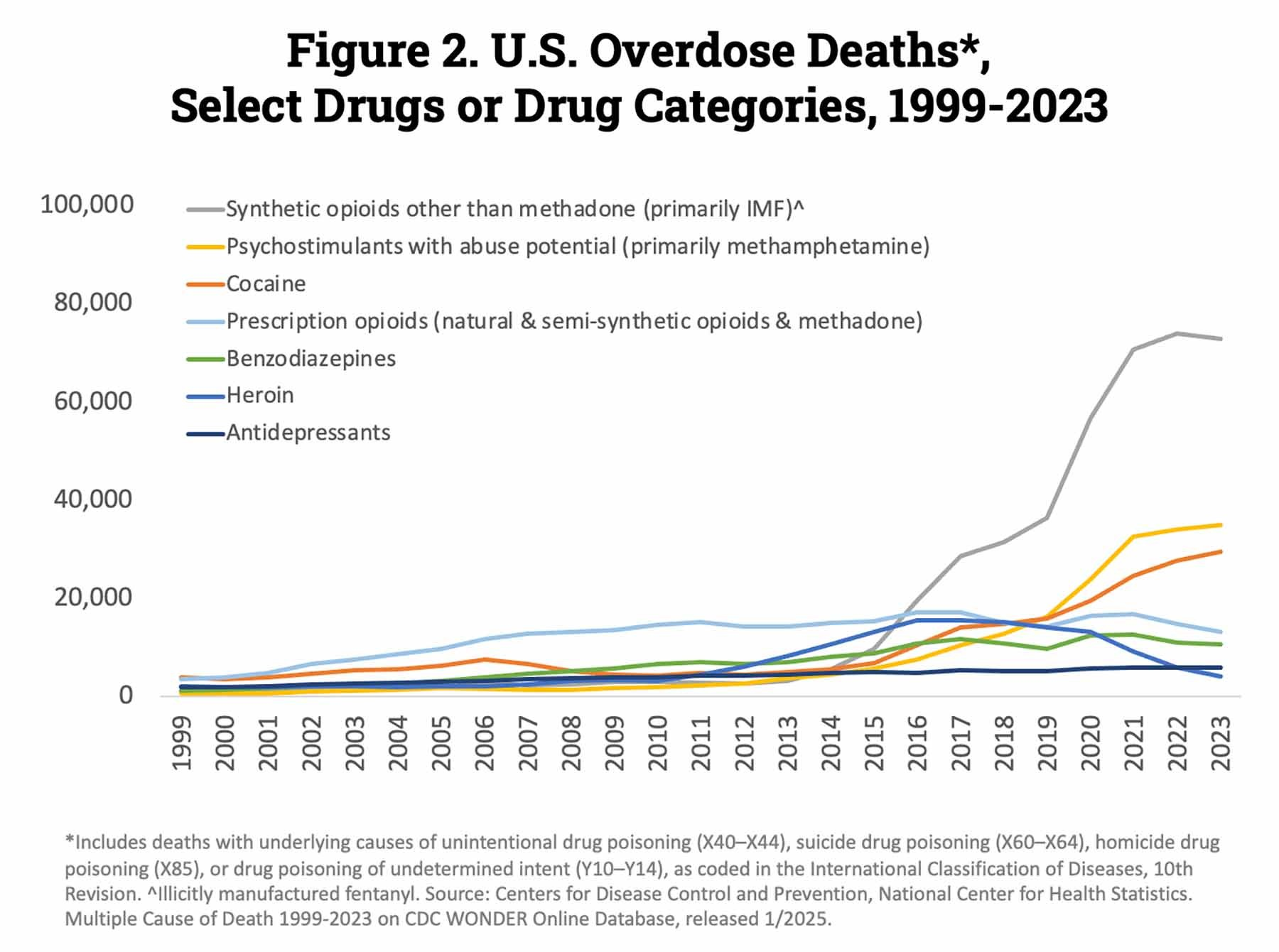
Morti annuali per overdose negli Stati Uniti e farmaci coinvolti. Nel 2022 si sono verificati complessivamente circa 110.500 decessi.

La dichiarazione del Forum Mondiale contro la Droga del 2008 afferma che una politica equilibrata di prevenzione dell’abuso di droga, educazione, trattamento, applicazione della legge, ricerca e riduzione dell’offerta fornisce la piattaforma più efficace per ridurre l’abuso di droga e i danni ad esso associati e invita i governi a considerano la riduzione della domanda come una delle prime priorità nella lotta contro l’abuso di droga.
La Drug Enforcement Administration afferma che il numero di consumatori di marijuana negli Stati Uniti è diminuito tra il 2000 e il 2005, anche se molti stati hanno approvato nuove leggi sulla marijuana medica che ne rendono più facile l'accesso, sebbene i tassi di utilizzo rimangano più alti rispetto agli anni '90 secondo l'Indagine nazionale sull'uso di droghe e sulla salute.
L'ONDCP ha dichiarato nell'aprile 2011 che c'è stato un calo del 46% nel consumo di cocaina tra i giovani adulti negli ultimi cinque anni e un calo del 65% nel tasso di persone risultate positive alla cocaina sul posto di lavoro dal 2006. Allo stesso tempo, uno studio del 2007 ha rilevato che fino al 35% degli studenti universitari utilizzavano stimolanti non loro prescritti.
Uno studio del 2013 ha rilevato che i prezzi dell’eroina, della cocaina e della cannabis sono diminuiti dal 1990 al 2007, ma la purezza di queste droghe è aumentata nello stesso periodo.
Secondo i dati raccolti dal Federal Bureau of Prisons, il 45,3% di tutte le accuse penali erano legate alla droga e il 25,5% delle condanne per tutte le accuse dura 5-10 anni. Inoltre, i non bianchi costituiscono il 41,4% della popolazione del sistema carcerario federale e oltre la metà ha meno di 40 anni. Il Bureau of Justice Statistics sostiene che oltre l'80% di tutte le accuse relative alla droga riguardano il possesso piuttosto che la vendita. o produzione di farmaci. Nel 2015 il governo degli Stati Uniti ha speso oltre 25 miliardi di dollari per la riduzione dell’offerta, stanziando solo 11 miliardi di dollari per la riduzione della domanda. La riduzione dell’offerta comprende: interdizione, sradicamento e applicazione della legge; la riduzione della domanda comprende: educazione, prevenzione e trattamento. La guerra alla droga viene spesso definita un fallimento politico.
I critici della guerra alla droga hanno notato che essa ha fatto poco per ridurre il numero di morti causate dal consumo di droga. Ad esempio, secondo il CDC, i decessi per abuso di droga nel 2021 hanno raggiunto il massimo storico di 108.000 decessi, un aumento del 15% rispetto al 2020 (93.000) che, all'epoca, rappresentava il numero più alto di decessi e un aumento del 30% rispetto al 2019. Ciò nonostante il fatto che le amministrazioni Obama, Trump e Biden e le amministrazioni precedenti abbiano perpetuato una rigorosa programmazione dei farmaci e sentenze minime obbligatorie per i consumatori di droga che, secondo i critici, hanno un effetto molto scarso sulla riduzione del consumo di droga e dei decessi.
Nel 2023, l’Alto Commissario delle Nazioni Unite per i diritti umani ha denunciato il fallimento delle politiche punitive sulla droga e della guerra globale alla droga, e ha chiesto un nuovo approccio basato sulla salute e sui diritti umani, anche attraverso la regolamentazione legale delle droghe.

## Legalità
Negli Stati Uniti la legalità della guerra alla droga è stata messa in discussione su quattro basi principali:
1. Si sostiene che la proibizione della droga, così come attuata attualmente, viola la dottrina del giusto processo sostanziale in quanto i suoi benefici non giustificano le violazioni dei diritti che dovrebbero essere garantiti dal Quinto e dal Quattordicesimo emendamento della Costituzione degli Stati Uniti. Il 27 luglio 2011, il giudice distrettuale degli Stati Uniti Mary S. Scriven ha stabilito che la legislazione della Florida che pretendeva di eliminare l'intento come elemento del reato di possesso di droga era incostituzionale[186]. I commentatori hanno spiegato la sentenza in termini di giusto processo.
2. La libertà di coscienza religiosa consente legalmente ad alcuni (ad esempio, i membri della Chiesa nativa americana) di usare il peyote con precisi motivi spirituali o religiosi[187]. L'uso sacramentale della dimetiltriptamina sotto forma di ayahuasca è consentito anche ai membri dell'União do Vegetal[188]. Tuttavia, la clausola di libero esercizio del Primo Emendamento non menziona alcun obbligo per qualcuno di essere affiliato a una chiesa ufficiale per esercitare questa libertà.
3. È stato sostenuto che la clausola commerciale significa che il potere di regolamentare l'uso di droghe dovrebbe essere una legge statale e non una legge federale. Tuttavia, le sentenze della Corte Suprema vanno contro questo argomento perché la produzione e il consumo in una località modificheranno il prezzo in un’altra località perché incidono sull’offerta e sulla domanda complessive del prodotto e sul prezzo interstatale in un’economia di mercato globalizzata.
4. È stata messa in discussione anche l’ingiustizia nel portare avanti la guerra contro alcune droghe ma non contro l’alcol o il tabacco.

## Alternative
Diversi autori ritengono che i governi federale e statale degli Stati Uniti abbiano scelto metodi sbagliati per combattere la distribuzione di sostanze illecite. L’applicazione aggressiva e pesante incanala gli individui attraverso i tribunali e le carceri; invece di trattare la causa della dipendenza, il focus degli sforzi del governo si è concentrato sulla punizione. Rendendo le droghe illegali invece di regolamentarle, la Guerra alla Droga crea un mercato nero altamente redditizio. Jefferson Fish ha curato raccolte accademiche di articoli che offrono un'ampia varietà di politiche sulle droghe alternative basate sulla salute pubblica e sui diritti.
Nel 2000, il budget statunitense per il controllo della droga ha raggiunto i 18,4 miliardi di dollari, di cui quasi la metà è stata spesa per finanziare le forze dell’ordine, mentre solo un sesto è stato speso per le cure. Nel 2003, il 53% del budget richiesto per il controllo dei farmaci è stato destinato all'applicazione della legge, il 29% al trattamento e il 18% alla prevenzione. Lo stato di New York, in particolare, ha destinato il 17% del suo budget alla spesa relativa all’abuso di sostanze. Di questi, solo l’1% è stato destinato alla prevenzione, al trattamento e alla ricerca.
In un sondaggio condotto dalla Substance Abuse and Mental Health Services Administration (SAMHSA), è emerso che i tossicodipendenti che rimangono in trattamento più a lungo hanno meno probabilità di riprendere le loro precedenti abitudini di droga. Delle persone studiate, il 66% erano consumatori di cocaina. Dopo aver subito un trattamento ospedaliero a lungo termine, solo il 22% è tornato all'uso di cocaina. Il trattamento aveva ridotto il numero di consumatori di cocaina di due terzi. Spendendo la maggior parte dei suoi soldi nelle forze dell’ordine, il governo federale aveva sottovalutato il vero valore delle strutture per il trattamento della droga e il loro beneficio nel ridurre il numero di tossicodipendenti negli Stati Uniti.
Nel 2004 il governo federale ha emanato la Strategia nazionale per il controllo della droga. Ha supportato programmi progettati per espandere le opzioni di trattamento, migliorare l'erogazione del trattamento e migliorare i risultati del trattamento. Ad esempio, la Strategia ha fornito a SAMHSA una sovvenzione di 100,6 milioni di dollari da destinare all’iniziativa Access to Recovery (ATR). ATR è un programma che fornisce voucher ai tossicodipendenti per fornire loro i mezzi per acquisire cure cliniche o supporto per il recupero. Gli obiettivi del progetto sono espandere la capacità, supportare la scelta del cliente e aumentare la gamma di fornitori basati sulla fede e sulla comunità per servizi di trattamento clinico e di supporto al recupero. Il programma ATR fornirà anche una gamma più flessibile di servizi in base alle esigenze di trattamento dell'individuo.
La Strategia del 2004 prevedeva inoltre un significativo aumento di 32 milioni di dollari nel Programma dei tribunali antidroga, che offre ai trasgressori di droga alternative all'incarcerazione. In sostituzione della reclusione, i tribunali antidroga identificano i trasgressori che abusano di sostanze e li pongono sotto stretto monitoraggio giudiziario e supervisione della comunità, oltre a fornire loro servizi di trattamento a lungo termine. Secondo un rapporto pubblicato dal National Drug Court Institute, i tribunali antidroga godono di una vasta gamma di vantaggi, con solo il 16,4% dei diplomati dei tribunali antidroga della nazione che sono stati nuovamente arrestati e accusati di un reato entro un anno dal completamento del programma (contro il 44,1% dei detenuti rilasciati che tornano in carcere entro un anno). Inoltre, iscrivere un tossicodipendente a un programma giudiziario antidroga costa molto meno che incarcerarlo in prigione. Secondo il Bureau of Prisons, la tariffa per coprire il costo medio della carcerazione per i detenuti federali nel 2006 era di $ 24.440. Il costo annuale per ricevere un trattamento in un programma dei tribunali antidroga varia da $ 900 a $ 3.500. I tribunali antidroga del solo Stato di New York hanno risparmiato 2,54 milioni di dollari in costi di carcerazione.

Descrivendo il fallimento della guerra alla droga, l’editorialista del New York Times Eduardo Porter ha osservato:
Jeffrey Miron, un economista di Harvard che studia da vicino la politica sulle droghe, ha suggerito che la legalizzazione di tutte le droghe illecite produrrebbe benefici netti per gli Stati Uniti di circa 65 miliardi di dollari all’anno, principalmente tagliando la spesa pubblica per l’applicazione della legge e riducendo la criminalità e la corruzione. Uno studio condotto da analisti della RAND Corporation, un’organizzazione di ricerca della California, ha suggerito che se la marijuana fosse legalizzata in California e la droga si diffondesse da lì ad altri stati, i cartelli della droga messicani perderebbero circa un quinto del loro reddito annuo di circa 6,5 miliardi di dollari provenienti da esportazioni illegali verso gli Stati Uniti. 
Molti credono che la guerra alla droga sia stata costosa e inefficace soprattutto perché non è stata posta un'enfasi adeguata sul trattamento della dipendenza. Gli Stati Uniti sono al primo posto nel mondo sia per consumo di droghe ricreative che per tasso di incarcerazione. Il 70% degli uomini arrestati nelle aree metropolitane risulta positivo per una sostanza illecita, e il 54% di tutti gli uomini incarcerati saranno recidivi.

## Conflitti

### Attuali
- Messico: Guerra messicana (2006 - in corso)

### Passato
- Panama: Invasione statunitense di Panama (1989 - 1990)